# Parintins
Parintins è un comune del Brasile nello Stato dell'Amazonas, parte della mesoregione di Centro Amazonense e della microregione di Parintins. È sede vescovile cattolica.
È situata sull'isola Tupinambarana, una delle maggiori isole fluviali del mondo, che si trova sul Rio delle Amazzoni.
Parintins è una delle mete turistiche più importanti di tutta l'Amazzonia, famosa soprattutto per il suo "Festival Folclorico del Boi Bumbá".